# تشاك هولمز
تشاك هولمز هو لاعب هوكي الجليد كندي، ولد في 21 سبتمبر 1934 في إدمونتون في كندا، وتوفي في 13 مارس 2019.

## وصلات خارجية
- تشاك هولمز على موقع دوري الهوكي الوطني (الإنجليزية)
- تشاك هولمز على موقع قاعة مشاهير الهوكي (لاعب أن.إتش.أل) (الإنجليزية)
- تشاك هولمز على موقع EliteProspects.com (الإنجليزية)
- تشاك هولمز على موقع HockeyDB.com (الإنجليزية)
- تشاك هولمز على موقع Hockey-Reference.com (الإنجليزية)